# Alstroemeria achirae
Alstroemeria achirae là một loài thực vật có hoa trong họ Alstroemeriaceae. Loài này được Muñoz Schick & Brinck mô tả khoa học đầu tiên năm 2000.